# Шевиле
Шевиле (фр. Chevillé) је насељено место у Француској у региону Лоара, у департману Сарт.
По подацима из 2011. године у општини је живело 409 становника, а густина насељености је износила 28,8 становника/km².

## Демографија
| 1962. | 1968. | 1975. | 1982. | 1990. | 2011. |
| ----- | ----- | ----- | ----- | ----- | ----- |
| 447   | 347   | 296   | 288   | 298   | 409   |